# Glyphomitrium minutissimum
Glyphomitrium minutissimum là một loài rêu trong họ Ptychomitriaceae. Loài này được (S. Okamura) Broth. mô tả khoa học đầu tiên năm 1925.